# Probithia perichila
Probithia perichila là một loài bướm đêm trong họ Geometridae.